# Izaskun Álvarez Cuartero
Izaskun Álvarez Cuartero (Indautxu, Bilbao) es una historiadora e investigadora española. Profesora de Historia de América en la Universidad de Salamanca.
(***) Esta página ha sido redactada por Jorge Guillén Bort, estudiante de la asignatura de Historia de los Derechos Humanos y Relaciones de Género para visibilizar a las profesoras de la Universidad de Salamanca.  

## Biografía
En 1989 se licenció en Filosofía y Letras, y en 1994 se doctoró en Geografía e Historia por la Universidad de Deusto (Bilbao). Realizó el máster en Antropología Amerindia en la Universidad Complutense de Madrid en el 2002. Es Profesora titular de Historia de América, especialmente de Historia de América Prehispánica e Indígena y de Historia Colonial del Departamento de Historia Medieval, Moderna y Contemporánea de la Universidad de Salamanca.  
Es investigadora titular del Instituto de Iberoamérica, miembro del Centro de Estudio de las Mujeres de la Universidad de Salamanca, miembro titular de FLACSO-España, además de ser directora del Grupo de Investigación INDUSAL, grupo dedicado al estudio de la historia de las Américas desde la colonia hasta el siglo XIX.
Ha sido Visiting Scholar en la Biblioteca John Carter Brown, el Center for Latin American Studies de la Universidad de Texas (Austin) y en la Otto Ritcher Library de la Universidad de Miami. Ha impartido seminarios y conferencias en cantidad de universidades europeas y americanas (Emory University, Universidad Veracruzana, Universidad Michoacana, Trinity College, Universidad de Varsovia, Universidad de Burdeos, París-Sorbona, Zagreb, Bergen, Budapest, Hannover, Toulousse-Le Mirail, Colonia o Venecia-Cá Foscari, entre otras). 
Además, de haber sido profesora del máster de Diversidad Intercultural de la Universidad Tres de Febrero en Buenos Aires. Entre otros muchos cursos impartidos por Izaskun Álvarez Cuartero, destacan los realizados en la Universidad de Oriente del Yucatán sobre «Historia de los mayas desde una perspectiva biopolítica» y el curso  «Mayas y dzules: una historia de los mayas peninsulares» que pertenece al máster en Estudios Avanzados e Investigación en Historia de España y el Mundo Iberoamericano de la Universidad de Salamanca.
En el 2017 fue distinguida con la Cátedra Indigenista Vasco de Quiroga de la Universidad Michoacana de San Nicolás de Hidalgo en Morelia, México. Ocupó el cargo de Vicerrectora de Docencia y Evaluación de la Calidad de la Universidad de Salamanca.

## Premios y reconocimientos
En 2017 fue premiada con la cátedra Vasco de Quiroga de la Universidad Michoacana de San Nicolás de Hidalgo patrocinada por la Fundación Santander.
Fue secretaria de la revista "Studia Historica-Historia Moderna", Vicerrectora de Docencia y Evaluación de la Calidad de la Universidad de Salamanca, y directora de la Biblioteca de América del Servicio de Publicaciones de la Universidad de Salamanca. Miembro (Amiga) de la Real Sociedad Bascongada de los Amigos del País y Socia corresponsal de la Sociedad Económica de Amigos del País de La Habana.

## Obras
Los trabajos de investigación de Izaskun Álvarez Cuartero sobre Historia de América versan principalmente sobre Cuba y México en el periodo colonial. Sus estudios suman más de cien publicaciones entre libros, artículos y ediciones de libros. Entre este conglomerado de obras es editora de la colección de libros "Visiones y Revisiones de las Independencia Americanas"  que consta de siete volúmenes, publicados por la Universidad de Salamanca. Entre sus obras más destacadas se encuentran:

### Libros
Editora de la serie sobre las independencias: Visiones y revisiones de las independencias americanas. Salamanca, Servicio de Publicaciones de la Universidad de Salamanca [7 libros].
2021: En compañía de salvajes: el sujeto indígena en la construcción del otro, coord. Iberoamericana Vervuert
2017: Conflicto, negociación y resistencia en las Américas, coord. Universidad de Salamanca
2009: Francisco Arango y la invención de la Cuba azucarera,  coord. Ediciones Universidad de Salamanca
2000: Las Sociedades Económicas de Amigos del País en Cuba (1783-1832). Madrid: Real Sociedad Bascongada de los Amigos del País. Delegación en Corte, 2000
2000: Amigos de la Sociedad Económica: relatos, viajes y descripciones de la isla de Cuba. Madrid : Delegación en Corte, Departamento de Publicaciones, Real Sociedad Bascongada de Amigos del País, 2000
1995: El espíritu de la Real Sociedad Bascongada en América: las Reales Sociedades Económicas de Amigos del País en Cuba (1783-1832). Bilbao : Departamento de Publicaciones, Universidad de Deusto, 1995

### Artículos (Selección)
2022: Violencia sexual en Yucatán, 1830-1875. Historia crítica, Núm. 86, pp. 17-38
2021: ¿Y qué hacemos con los indios?: Trump, los indígenas estadounidenses y la crisis del COVID-19, Comillas Journal of International Relations, Núm. 22, pp. 29-41
2016: De idolorum cultores: una visión general sobre la blasfemia y delitos contra la divinidad en Yucatán durante la colonia, Izaskun Álvarez Cuartero, Clío & Crimen: Revista del Centro de Historia del Crimen de Durango, ISSN 1698-4374, Nº. 13, 2016 (, págs. 109-124
2015: Por la felicidad de la metrópoli y el interés de los individuos: una relectura de las Sociedades Económicas en Cuba, Izaskun Álvarez Cuartero, Revista de estudios extremeños, ISSN 0210-2854, Vol. 71, Nº 3, 2015, págs. 2097-2111
1998: Y yo pasé, sereno entre los viles: estado, revolución e iglesia en Cuba, 1959-1961, Izaskun Álvarez Cuartero, América latina hoy: Revista de ciencias sociales, ISSN 1130-2887, VOL. 18, 1998, págs. 83-90
1994: Elementos renovadores en el crecimiento económico-social cubano: las Sociedades Patrióticas (1783-1832), Izaskun Álvarez Cuartero, Boletín de la Real Sociedad Bascongada de Amigos del País, ISSN 0211-111X, Tomo 50, Nº 1, 1994, págs. 183-196